# Plume d’Or 1993
Der Plume d’Or 1993 im Badminton wurde vom 14. bis zum 16. Mai 1993 in Luxemburg ausgetragen. Sieger wurde zum dritten Mal nach 1978 und 1987 das Team aus der Schweiz. Es war die 20. Auflage der Veranstaltung. „Badminton Alsace“ kommentierte die Veranstaltung mit: „Compétition sur le déclin“. (Der Wettbewerb nimmt ab.). Ein Jahr später wurde ein letzter Versuch unternommen, die Wettbewerbsserie am Leben zu erhalten - vergeblich.

## Endstand
- 1.  Schweiz
- 2.  Tschechoslowakei
- 3.  Belgien
- 4.  Portugal
- 5.  Frankreich
- 6.  Israel
- 7.  Zypern
- 8.  Luxemburg
- 9.  Gibraltar